# Flucht von Novgorod
Flucht von Novgorod (bis 2020 Fluch von Novgorod) ist eine Stahlachterbahn im Hansa-Park (Sierksdorf) vom Modell Euro-Fighter des Herstellers Gerstlauer Amusement Rides. Sie wurde am 9. April 2009 eröffnet.

## Fahrt
Flucht von Novgorod fährt durch einen Nachbau des Nowgoroder Kremls. Die Fahrgäste werden mit einem Katapultstart im Dunkeln in 1,4 Sekunden von ca. 20 km/h auf 100 km/h beschleunigt. Außerdem gibt es einen Lifthill, der die Fahrgäste 90 Grad steil nach oben zieht und danach 97 Grad nach unten fallen lässt. Zudem wird während der ca. 120 Sekunden langen Fahrt eine Heartline-Roll durchfahren. In einer Stunde werden bis zu 900 Personen befördert. Jeder Zug besteht aus zwei Sitzreihen mit jeweils vier Sitzen.
Die Fahrt beginnt mit einer langsam durchfahrenen Links-Rechts-Kurve, wobei die Fahrgäste an zwei thematisierten Szenen vorbeifahren. Dann geht es ca. 5 Meter hinab in einen Tunnel. Darauf wird der Wagen auf einer ca. 25 Meter langen Geraden in 1,4 Sekunden auf 100 km/h beschleunigt. Nach einer Schrägkurve nach rechts beginnt die Fahrt im Freien. Der Wagen fährt einen sogenannten Top-Hat hinauf, auf dessen Spitze bis zu −1,5g (Schwerelosigkeit, Airtime) auf den Fahrgästen lastet. Nach der Abfahrt dieses Hügels folgt ein weiterer Hügel, der in 90° Seitenlage überquert wird. Danach folgt der Buchtknoten, der sich mit zwei um 45° geneigten Loopings vergleichen lässt. Anschließend folgt die Heartline-Roll, und nach einer Linkskurve wird der Wagen abgebremst. Nun beginnt der zweite dunkle Teil der Bahn, der Wagen fährt in einen 41 Meter hohen Turm. Dieser hüllt den knapp 30 Meter hohen Lift ein, auf welchem der Wagen erst 90° (also senkrecht) hochgezogen wird und dann in einem Winkel von max. 97° hinabstürzt. Auch hierbei fallen zahlreiche Effekte auf. Darauf wird noch ein weiterer 90° geneigter Hügel durchfahren, und nachdem der Wagen sanft gebremst worden ist, folgt zum Abschluss noch ein kleiner, ruckhafter Hügel, der zu Beginn der Saison 2010 nach Kritik der Fahrgäste ausgetauscht und verbessert wurde. Der Wagen fährt nach links in den Bahnhof und die Fahrt ist vorbei.

## Besonderheiten
Zum ersten Mal wurden für eine Achterbahn Fahrzeuge gebaut, die sowohl für einen Kettenlift als auch einen Abschuss geeignet sind. Die Abfahrt von 97° ist die steilste Abfahrt einer Achterbahn in Deutschland (zusammen mit Huracan in Belantis) und zudem die steilste Abfahrt in Dunkelheit auf einer Achterbahn weltweit.
Die Bahn erzählt eine Geschichte um das 14. Jahrhundert herum, über den Lübecker Handelsmann Peer Oldendorp, der in Novgorod seinen auf mysteriöse Weise verschollenen Vater sucht. Dies geschieht unter anderem in den Dark-Ride-Bereichen. Obwohl der Fluch von Novgorod schon am 9. April 2009 eröffnet wurde, wurde die Bahn erst zur Öffnung des Parks im Frühjahr 2010 fertiggestellt. Dabei wurde auch auf die Kritik der Fahrgäste eingegangen und die Fahrt nochmals mit neuen Schienenteilen für den Streckenabschnitt nach den Schlussbremsen verändert. Außerdem wurde die Beschleunigung im Jahr 2010 erhöht, was eine schnellere Fahrt mit höheren negativen (nach oben gerichteten) g-Kräften auf dem ersten Airtime-Hügel zur Folge hat.

## Hintergrundgeschichte
Die Hintergrundgeschichte der Achterbahn dreht sich um das Verschwinden von Heinrich Oldendorp. Dieser reiste von Gotland über den Ilmensee nach Weliki Nowgorod, erreichte die Stadt jedoch nie. 1365 reist sein Sohn Peer nach Russland, um den Bettelmönch Alexej Baitova zu treffen, dessen Vater ihn als Wolkow, den dunklen Magier, enthüllte. Wolkow wurde der Legende nach von Fürst Rjurik vor den Toren der Stadt zwischen zwei Vogelscheuchen erhängt. Allerdings scheint er auch 400 Jahre noch weiter zu leben, wovor nur der Kreml unter Rjuriks Geist Schutz bietet. Aus Neugier folgt Peer Oldendorp dem Siegel des Wolfes, das ihn zu Wolkow führt. Dieser führte Peer durch ein Feuer in die Wälder hinaus, wo ihm sein Vater erscheint und verrät, dass Wolkow noch immer sein Unwesen als Wasserwolf treibt.

## Auszeichnungen
Der Hansa-Park und Hersteller Gerstlauer wurden 2011 für die Achterbahn mit dem Neuheitenpreis FKF-Award 2010 des Freundeskreises Kirmes und Freizeitparks e. V. ausgezeichnet.

## Galerie

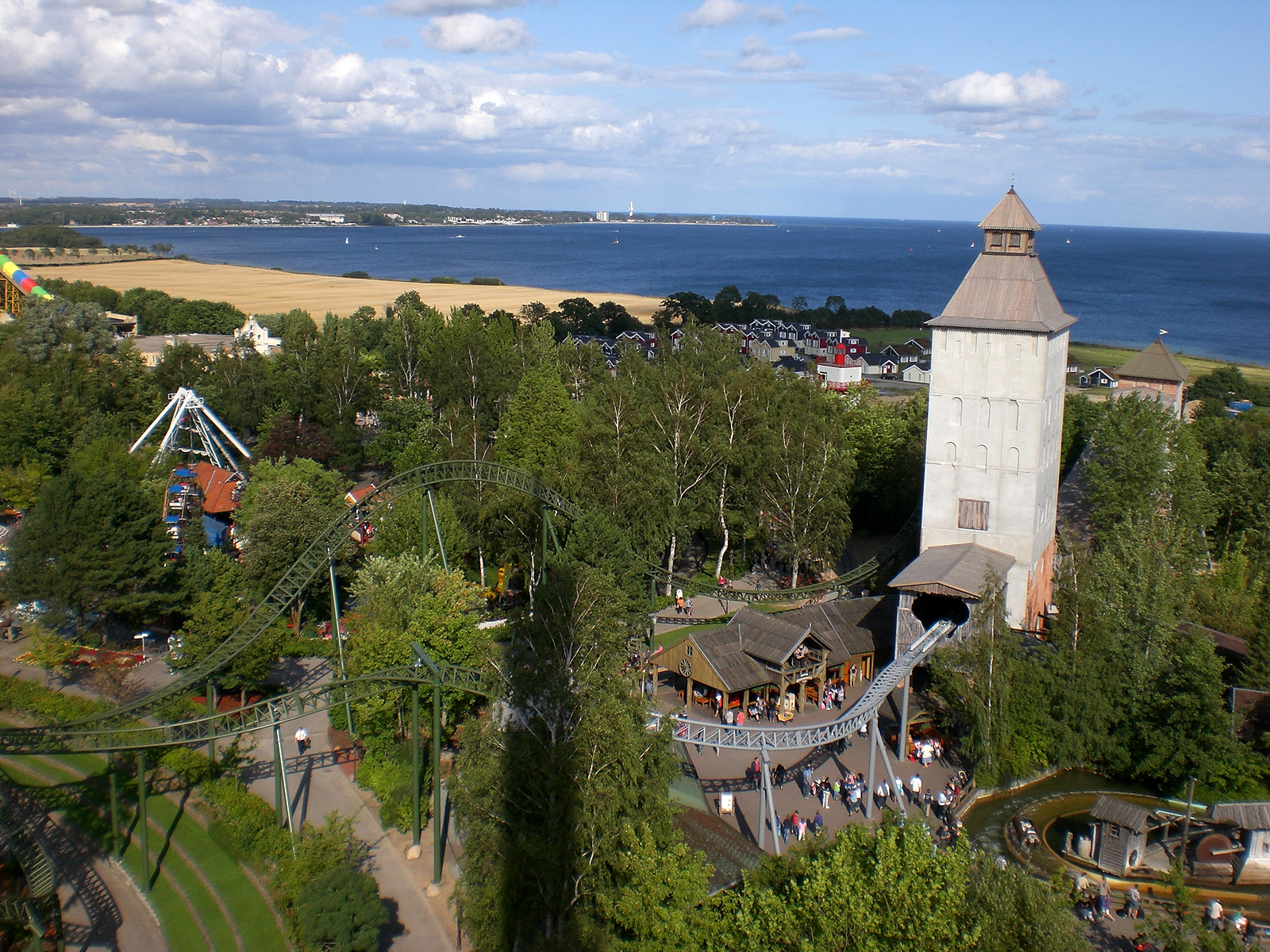
Bahn aus der Vogelperspektive
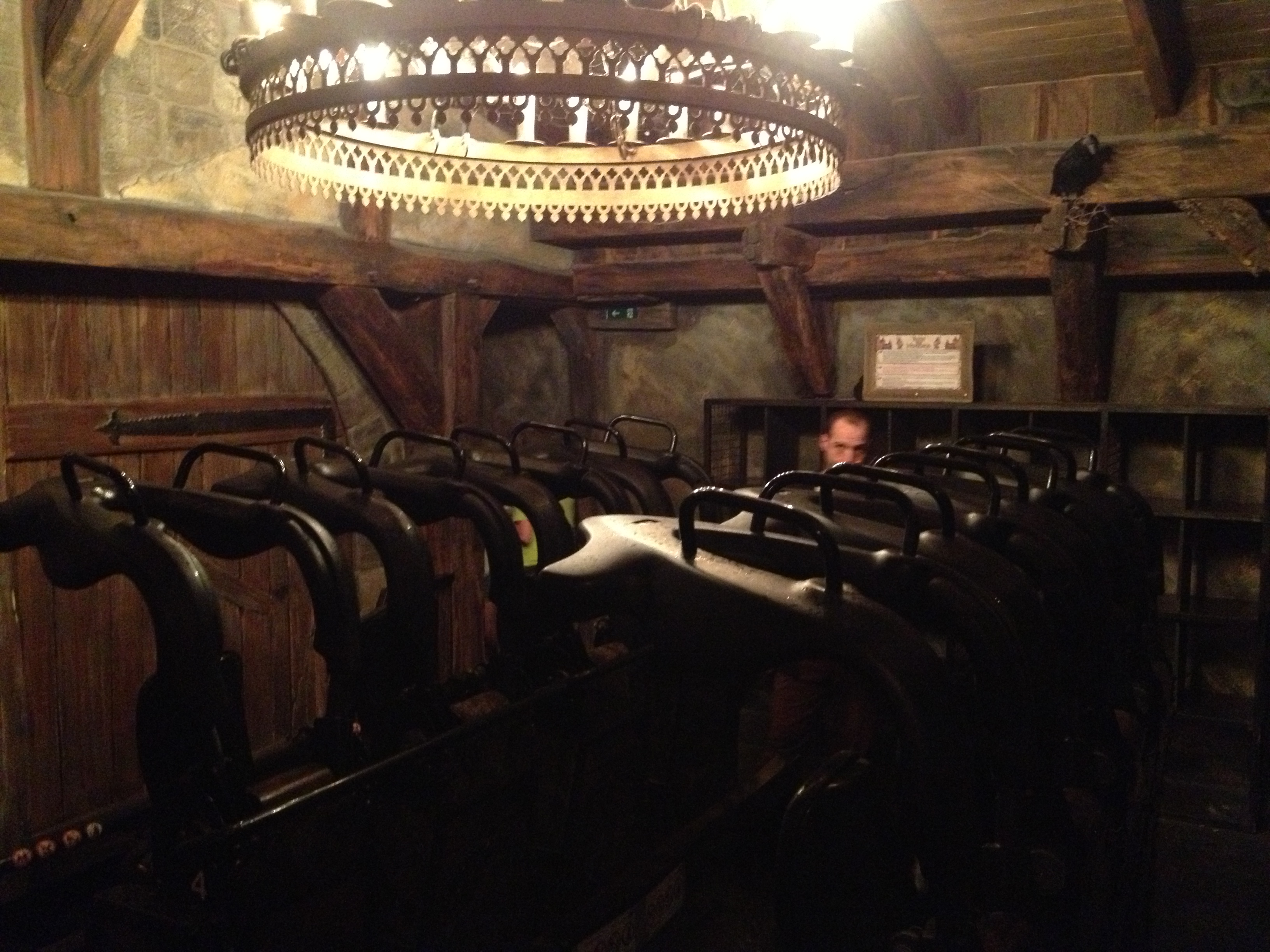
Station mit Wagen
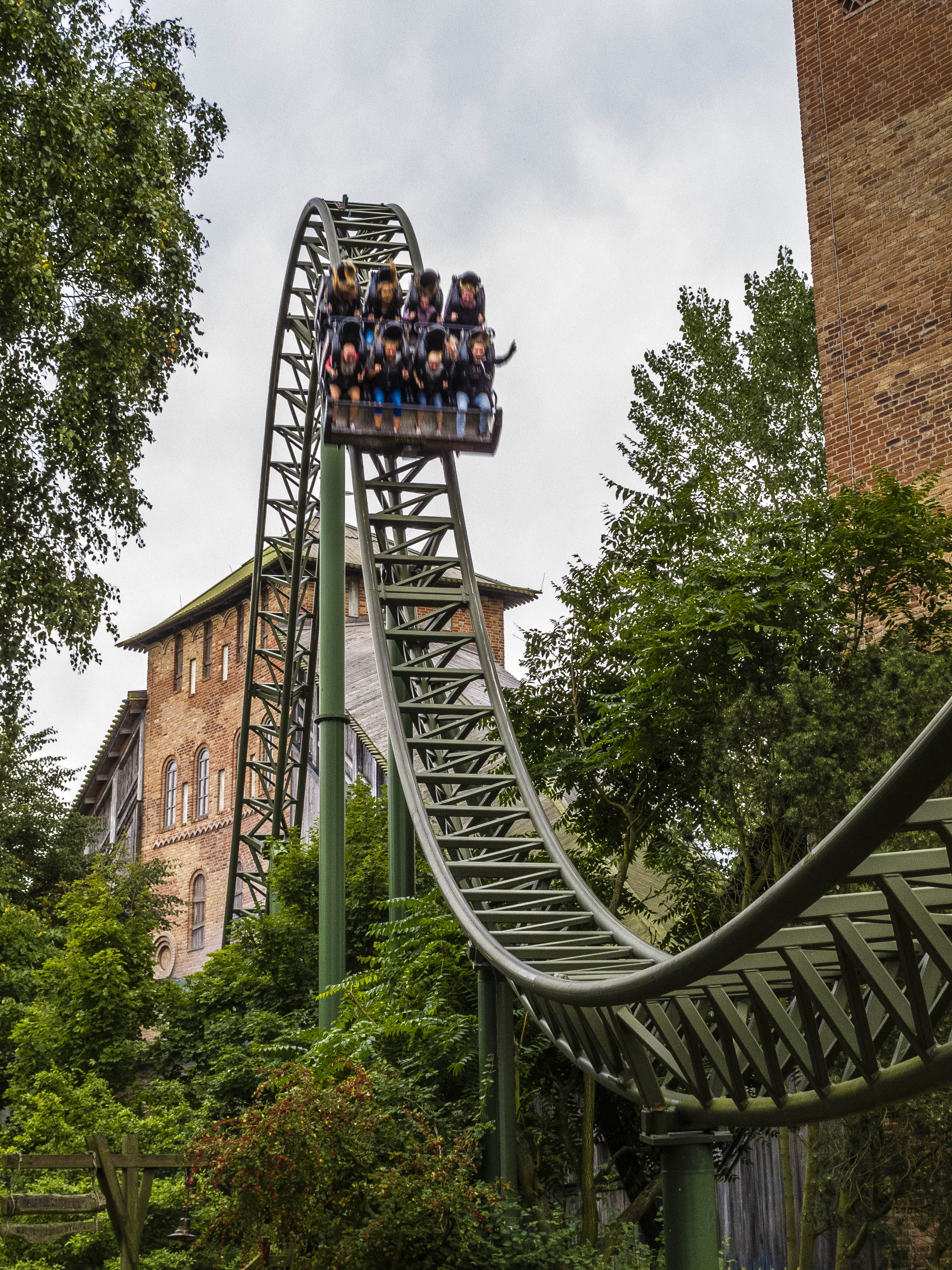
Kurz nach dem Launch
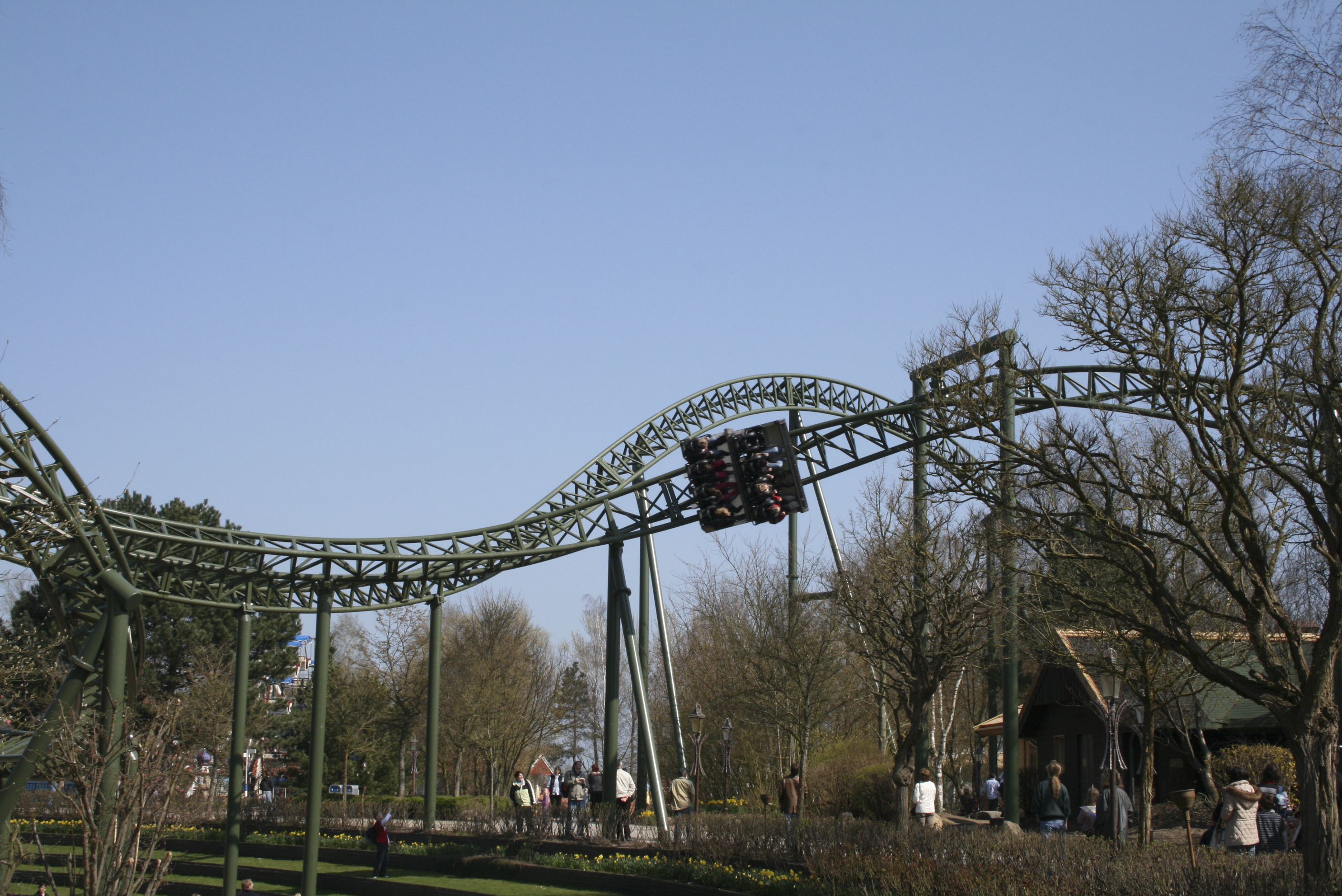
Der Zug in der Einfahrt in die Heartline-Roll